# Palatinatul Superior
Palatinatul Superior (în germană: Oberpfalz) este una din cele șapte regiuni administrative de tip Regierungsbezirk din landul Bavaria, Germania (a nu se confunda cu districtul rural cu același nume). Tot Oberpfalz se numește și unitatea administrativă de tip Bezirk (în traducere liberă: „circumscripție”), identică teritorial cu regiunea administrativă Palatinatul Superior, dar având atribuții diferite.
Regiunea Palatinatul Superior își are capitala la Regensburg și este mărginită de Cehia și de regiunile administrative germane Bavaria Superioară, Bavaria Inferioară, Franconia Mijlocie și Franconia Superioară.

Poziţia regiunii Palatinatul Superior (Oberpfalz) în Germania

Poziţia regiunii Palatinatul Superior (Oberpfalz) în Bavaria

## Istoric
Principatul medieval Obere Pfalz (Palatinatul Superior) cu capitala in Amberg se suprapunea aproximativ cu regiunea administrativă actuală. Din Obere Pfalz numele a devenit Oberpfalz.

## Rezervații naturale
Oberpfälzer Wald, Steinwald, Waldnaab, Bayerischer Wald, Naabtal, Vilstal, Oberpfälzer Jura

## Împărțire administrativă
Impărțirea administrativă actuală după reorganizarea teritorială din 1972/73:

### Orașe district urban (care nu țin de vreun district rural)(kreisfreie Stadt)
1. Amberg
2. Regensburg
3. Weiden

### Districte rurale (Landkreis)
1. Amberg-Sulzbach
2. Cham (district)
3. Neumarkt in der Oberpfalz (district)
4. Neustadt an der Waldnaab (district)
5. Regensburg (district)
6. Schwandorf (district)
7. Tirschenreuth (district)

## Galerie de imagini

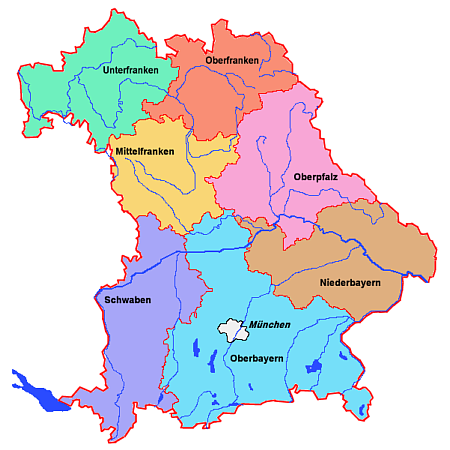
Harta landului Bavaria cu cele 7 regiuni administrative